# Gastrolobium axillare
Gastrolobium axillare là một loài thực vật có hoa trong họ Đậu. Loài này được Meisn. miêu tả khoa học đầu tiên năm 1855.